# Schwingbrücke (Renfrew)
Die Schwingbrücke von Renfrew ist eine Schwingbrücke über das White Cart Water in der schottischen Stadt Renfrew in der Council Area Renfrewshire. Für Planung und Konstruktion zeichnet das Ingenieurbüro Sir William Arrol & Co. Ltd. verantwortlich. Die Brücke wurde 1924 nach einjähriger Bauzeit fertiggestellt. 1994 wurde das Bauwerk in die schottischen Denkmallisten in der höchsten Kategorie A aufgenommen. Des Weiteren bildet die Brücke zusammen mit der alten White Cart Bridge und der Inchinnan Bridge über das Black Cart Water ein Denkmalensemble der Kategorie A. Es handelt sich um die letzte erhaltene Schwingbrücke in Schottland.

## Beschreibung

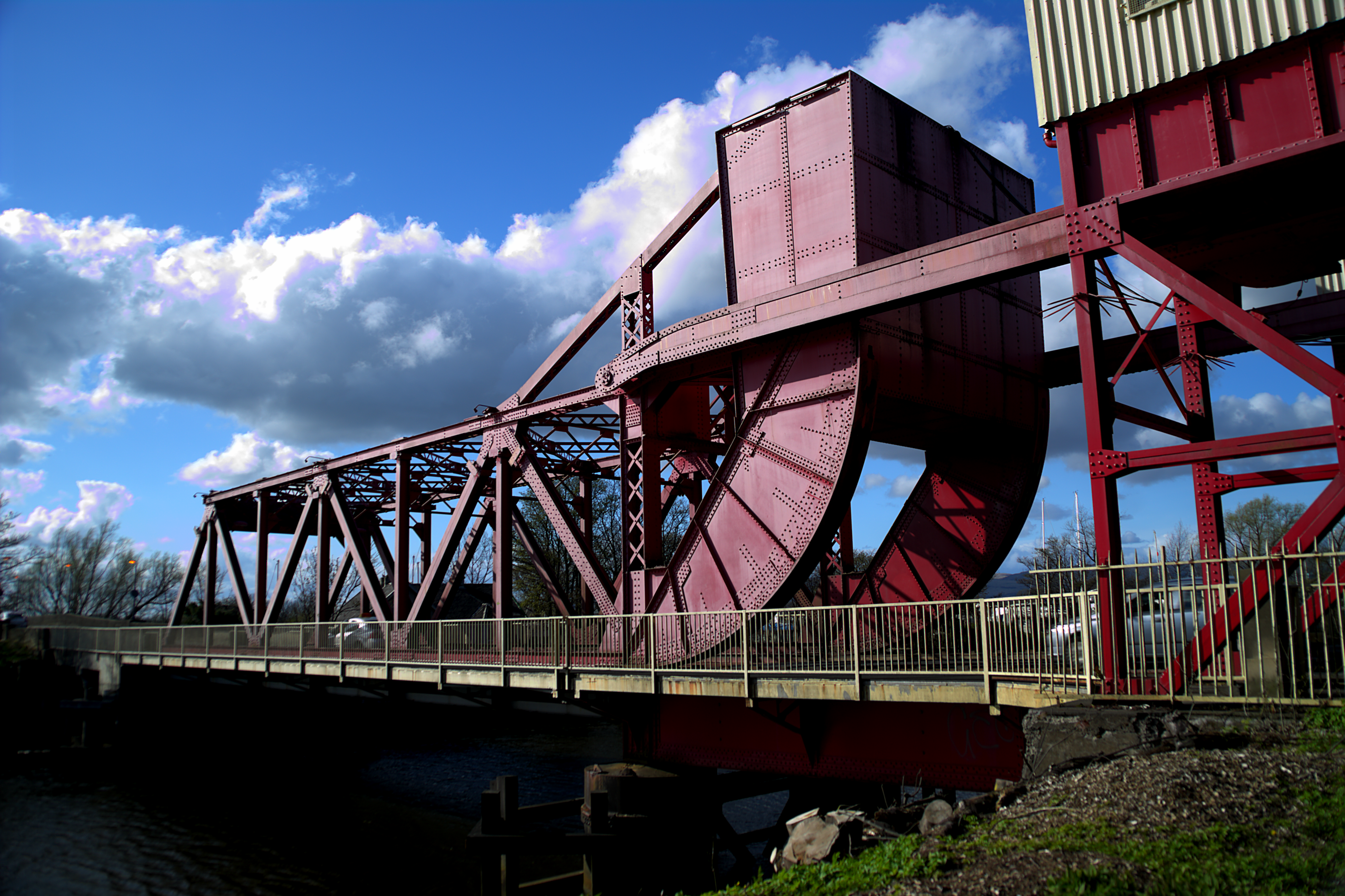
Seitenansicht

Auf der Schwingbrücke quert die A8 das White Cart Water. Sie besteht aus einem stählernen Tragwerk mit untenliegender Fahrbahn. An der Ostseite befinden sich die Gegengewichte sowie die beiden Kontroll- und Maschinenräume. Bei diesen handelt es sich um einstöckige Gebäude, die erhöht auf einem Stahlgerüst angeordnet sind. Sie schließen mit Walmdächern ab. Der 50 PS starke Motor zum Antrieb der Mechanik wird mit einer Spannung von 400 V betrieben. Er stammt von dem Unternehmen Metropolitan Vickers aus Manchester. In einem Außengebäude befindet sich ein Ersatzstromgenerator, den ein Dieselmotor antreibt.